# Der Sieg des Herzens (1915)
Der Sieg des Herzens ist ein 1914 gedrehtes deutsches Stummfilmdrama unter der Regie von Curt A. Stark mit Henny Porten in der Hauptrolle.

## Handlung
Konsul von Erlenkamp will erneut heiraten. Bei seiner zweiten Frau handelt es sich um die sehr viel jüngere Ina. Aus diesem Anlass kehrt seine Tochter Ruth aus ihrer Pension ins väterliche Haus zurück, um ihre Stiefmutter kennenzulernen. Anlässlich eines gesellschaftlichen Beisammenseins lernt Ruth den Sekretär ihres Vaters, Felix Rudolf, kennen, der rasch ein Auge auf Ruth wirft. Auch Ruth entwickelt Interesse an dem jungen Mann, kommt damit aber wiederum Ina in die Quere, die sich Felix bislang als ihren Liebhaber gehalten hat. Ina macht Felix wegen seiner Nähe zu Ruth eine Szene. Um sie zu beruhigen, versucht Felix Ina mit Zärtlichkeiten zu überhäufen. In diesem Moment betritt Ruth das Zimmer und weicht, angesichts dessen, was sie hier sieht, vor Scham und Verwunderung gleich wieder zurück. Zu allem Unglück betritt auch noch Konsul Erlenkamp den Raum und wird ebenfalls Zeuge dessen, was auch Ruth schon sehen musste.
Ina versucht die peinliche Situation zu retten, indem sie behauptet, dass es sich bei der verfänglichen Szene um ein großes Missverständnis handele. Sie habe lediglich Felix darin bestärkt, sich um Ruths Hand zu bewerben. Um die nun angeschlagene Ehre ihres düpierten Vaters zu retten, gibt Ruth stillschweigend ihr Einverständnis zu dieser verlogenen Erklärung Inas und ist bereit, Felix Rudolf zu heiraten. Kaum verheiratet, macht Ruth ihrem Gatten klar, dass man nur nach außen hin, also pro forma, Mann und Frau spielen werde; zu groß ist ihre Enttäuschung über Felix’ Verhalten. Doch der junge Mann beginnt für seine Gattin tiefe Gefühle zu entwickeln, darüber hinaus wird seine Eifersucht geweckt, als seine Frau Ruth einen Brief und einen Blumenstrauß ihres alten Jugendfreundes Helmuth erhält, der soeben aus Indien zurückgekehrt ist.
Felix’ Eifersuchtsanfall geht so weit, dass er mit Helmuth im Club einen Streit vom Zaun bricht und ihn anschließend zum Duell herausfordert. Im Morgengrauen, als er sich zum Duell aufmacht, schreibt er seiner Frau einen Abschiedsbrief und drückt der Schlafenden einen Kuss auf die Lippen. Ruth wird dadurch wach und liest den Brief ihres Gatten. Mit großer Sorge wartet sie auf Felix’ Rückkehr, und tatsächlich kehrt er, leicht verwundet, ins eheliche Heim zurück. Jetzt ist sich auch Ruth über ihre Gefühle im Klaren und sitzt so lange am Krankenbett ihres Mannes, bis er genesen ist. Von nun an will sie ihre Ehe ernsthaft führen und unbedingt ein Kind mit ihm haben.

## Produktionsnotizen
Der Sieg des Herzens entstand wohl kurz vor Kriegsausbruch 1914 im Messter-Filmatelier in Berlins Blücherstraße 32, passierte die Filmzensur im Juni 1915 und wurde am 3. Dezember 1915 uraufgeführt. Der Film besaß vier Akte.

## Kritik
„Auch der jüngste Henny Porten-Film ‚Der Sieg des Herzens‘ muß in seiner Art als ein hervorragendes Produkt bezeichnet werden. Henny Porten macht wie immer durch die einzigartige Durchführung ihrer Rolle dem berühmten Namen alle Ehre.“